# Ōtaki
Pour les articles homonymes, voir Ōtaki (homonymie).
Ōtaki (大多喜町, Ōtaki-machi) est un bourg du district d'Isumi, dans la préfecture de Chiba, au Japon.

## Géographie

### Localisation
Ōtaki est situé dans le sud de la péninsule de Bōsō.

### Démographie
En 2019, la population d'Ōtaki s'élevait à 9 162 habitants répartis sur une superficie de 129,87 km2.

## Histoire
Ōtaki s'est développé au cœur du domaine d'Ōtaki. Le bourg moderne d'Ōtaki a été créé en 1889. Le 5 octobre 1954, il absorbe les villages d'Oikawa, Nishihata, Fusamoto et Kamitaki.

## Culture locale et patrimoine

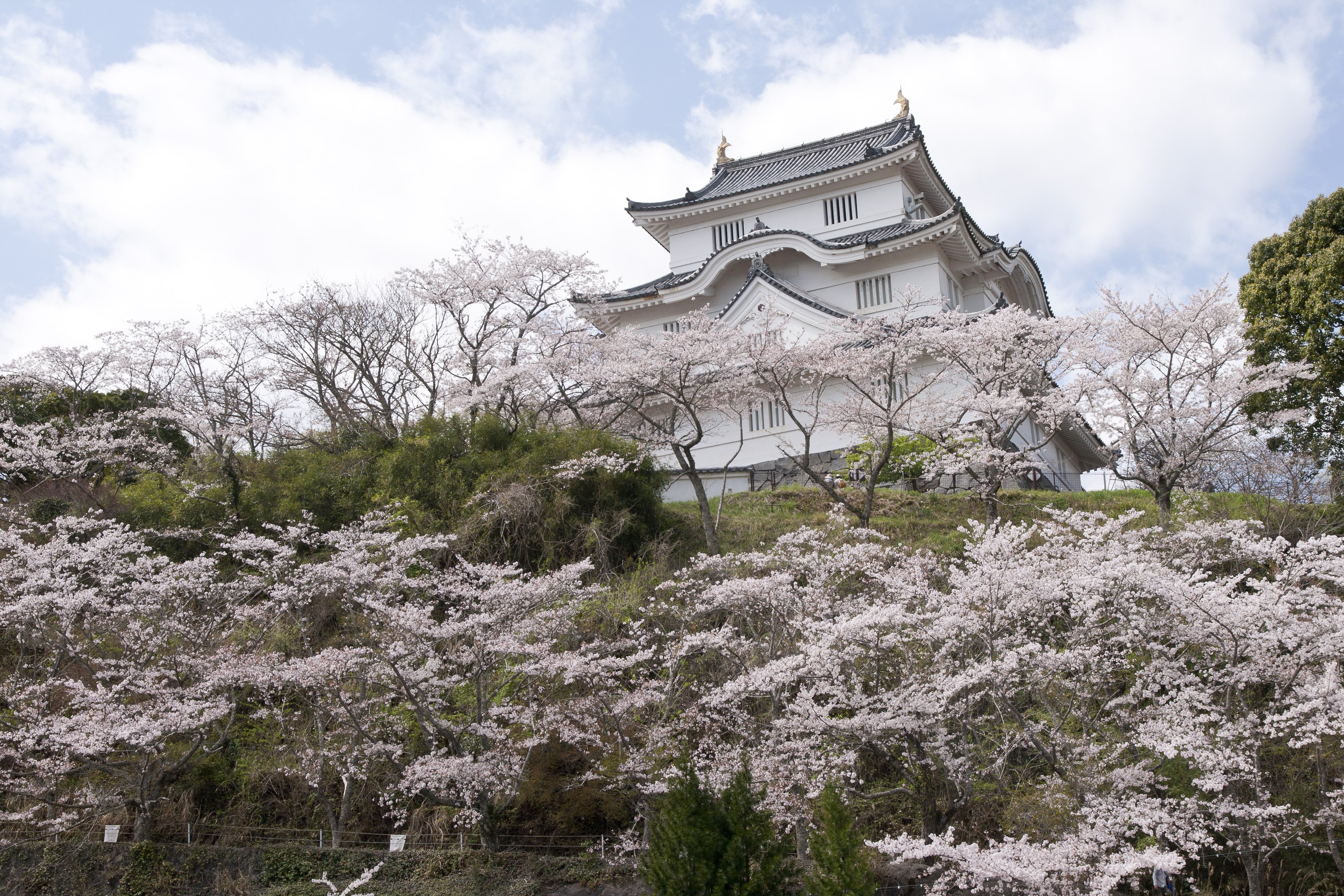
Le château d'Ōtaki.

- Château d'Ōtaki
- Tsutsumori-jinja
- Ryōgen-ji

## Transports
Le bourg est desservi par la ligne Isumi de la compagnie Isumi Railway et la ligne Kominato de la compagnie Kominato Railway.